# (4852) Pamjones
(4852) Pamjones (1977 JD) – planetoida z pasa głównego asteroid okrążająca Słońce w ciągu 3,5 lat w średniej odległości 2,3 j.a. Odkryta 15 maja 1977 roku.